# Ismailia (protista)
Ismailia es un género de foraminífero bentónico la familia Charentiidae, de la superfamilia Biokovinoidea, del suborden Biokovinina y del orden Loftusiida. Su especie tipo es Ismailia neumannae. Su rango cronoestratigráfico abarca el Cenomaniense (Cretácico superior).

## Discusión
Clasificaciones previas incluían Ismailia en el suborden Textulariina y en el orden Textulariida.

## Clasificación
Ismailia incluye a la siguiente especie:
- Ismailia neumannae †